# ベオグラード国際青年音楽コンクール
ベオグラード国際青年音楽コンクール（英: Belgrade International Jeunesses Musicales Competition）は、セルビアの首都ベオグラードで開催される若手音楽家のための音楽コンクールである。
ユーゴスラビア社会主義連邦共和国時代の1974年、国際音楽コンクール世界連盟に加盟した。

## 開催年と入賞者
- 1997年（第27回）
  - クラリネット部門
    - 第1位　Mate Bekavac (fr) （スロベニア）
    - 第2位　Ognjen Popović （セルビア・モンテネグロ）
    - 第3位　Veljko Klenkovski （セルビア・モンテネグロ）
- 1998年（第28回）
  - 女声部門
    - 第1位　Oana Andra Ulieriu （ルーマニア）
    - 第2位　Nataša Jović （セルビア・モンテネグロ）
    - 第3位　Vera Mamleew （オーストリア）

  - 男声部門
    - 第1位　Vladimir Andrić （セルビア・モンテネグロ）
    - 第2位　Mikahaiylo Nagornyiy （ウクライナ）
    - 第3位　Sasa Stulic （セルビア・モンテネグロ）
- 1999年（第29回）
- 2000年（第30回）
  - 作曲部門
    - 第2位　Bernat Vivancos （スペイン）
    - 第3位　Marko Nikodijevic （セルビア・モンテネグロ）

  - チェロ部門
    - 第3位　Dragan Dordevic （セルビア・モンテネグロ）、Stosiek Tobias （ドイツ）

  - 女声部門
    - 第1位　Milena Kitic （セルビア・モンテネグロ）
- 2001年（第31回）
- 2002年（第32回）
  - オーボエ部門
    - 第2位　井上圭子 （日本）
    - 第3位　Malomvolgyi Marta （ハンガリー）
- 2003年（第33回）
  - 女声部門
    - 第1位　Snezana Savicic （セルビア・モンテネグロ）
    - 第2位　Sanja Anastasijevic （セルビア・モンテネグロ）
    - 第3位　Shen Na （中国）

  - 男声部門
    - 第1位　Igor Durlovski （無国籍）
    - 第2位　Sasa Petrovic （セルビア・モンテネグロ）
    - 第3位　Goran Krneta （セルビア・モンテネグロ）
- 2004年（第34回）
  - ピアノ部門
    - 第1位　Alessio Cioni （イタリア）
    - 第2位　Tae-Hyung Kim （韓国）
    - 第3位　Daniil Tsvetkov （ロシア）
- 2005年（第35回）
  - ギター部門
    - 第1位　Csaki Andras （ハンガリー）
    - 第2位　Krawiec Grzegorz （ポーランド）
    - 第3位　Kocic Vojin （セルビア・モンテネグロ）

  - チェロ部門
    - 第1位　Buzlov Alexander （ロシア）
    - 第2位　Reibel Beatrice （フランス）
    - 第3位　Bogdanovic Maja （セルビア・モンテネグロ）
- 2006年（第36回）
  - ヴァイオリン部門
    - 第1位　矢野玲子（日本）
    - 第2位　杉村香奈（日本）
    - 第3位　Madic Stanko （セルビア・モンテネグロ）